# Amber Case

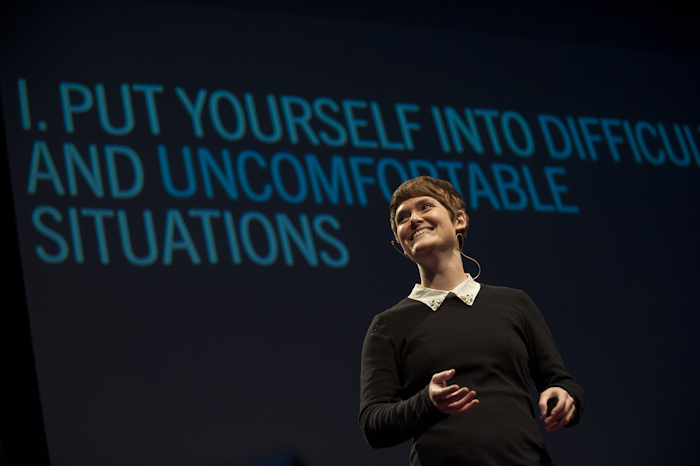
Amber Case, antropóloga ciborgue, em palestra realizada no ano de 2013

Amber Case (nascida em Portland, Oregon) é uma antropóloga ciborgue americana, usuária design experience e palestrante. Ela estuda a interação entre humanos e tecnologia.

## Biografia

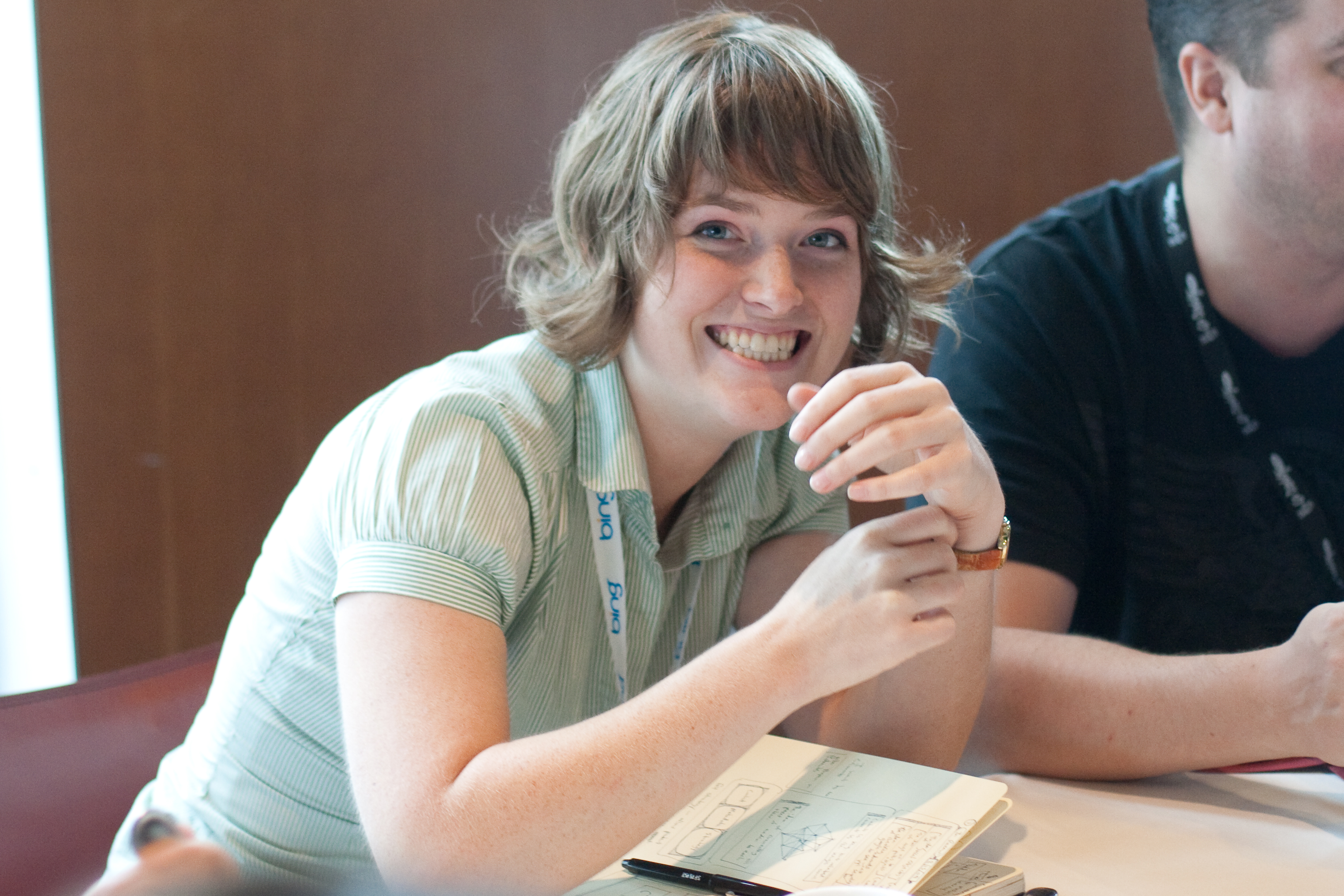
Amber Case em 2009

Case nasceu por volta de 1986. Ela se formou em sociologia pela Lewis & Clark College em 2008, tendo escrito uma tese sobre telefones celulares. Em 2008, ela co-fundou o CyborgCamp, uma desconferência sobre o futuro dos humanos e dos computadores.
Em 2010, Case e Aaron Parecki fundaram a Geoloqi, uma empresa de software baseada em localização. A empresa foi adquirida pela ESRI em 2012. Em 2015, Case deixou a Esri para trabalhar em uma nova empresa chamada Healthways, onde se tornou diretora administrativa.
Em seu trabalho, Case frequentemente declara que "já somos todos ciborgues, pois um ciborgue é simplesmente um humano que interage com a tecnologia". Segundo Case, a tecnologia não precisa necessariamente ser implantada: pode ser uma extensão física ou mental. Ela argumenta que hoje em dia temos dois eus: um digital, um físico. Seu foco principal nos últimos anos é tecnologia Calm, um tipo de tecnologia da informação onde a interação entre a tecnologia e seu usuário é projetada para ocorrer na periferia do usuário e não constantemente no centro das atenções. Case a descreve como uma tecnologia que "sai do seu caminho e permite que você viva sua vida". Em 2015 publicou o livro 'Tecnologia Calma' sobre o assunto.

## Obras publicadas
- An Illustrated Dictionary of Cyborg Anthropology (CreateSpace, January 2014) - em inglês[7]
- Designing Calm Technology (O'Reilly Books, October 2015) - em inglês[8]
- Designing with Sound: Fundamentals for Products and Services (co-author Aaron Day) (O'Reilly Media, Inc., December 2018) - em inglês
- A Kids Book About Technology (A Kids Book About, 2021) - em inglês[9]

## Honrarias
Em 2010, a revista Fastcompany nomeou Case como uma das mulheres mais influentes em tecnologia.

## Palestras
Em janeiro de 2011, Case realizou uma série de conferências TED intitulado "We Are All Cyborgs Now".
Case deu uma palestra na conferência "ePharma IMPACT 2019", que aconteceu entre os dias 19 a 21 de março daquele ano na Cidade de Nova Iorque.